# Eusébia (chanteuse)
Eusébia Fatoma, alias Eusébia, est une autrice-compositrice-chanteuse malgache.

## Biographie

### Enfance et formation
Eusébia Fatoma est une des filles du "roi du Salegy" Jaojoby Eusèbe.

### Carrière
Elle intègre le monde de la musique et de la danse à l'âge de 11 ans, aux côtés de son père et s'imprègne du salegy.
Eusébia fonde le groupe Jaojoby Junior avec sa sœur Roséliane et son frère Anderson.
Depuis 2012, elle mène une carrière solo.
En 2014, elle a fait partie des artistes sélectionnés pour composer l'hymne de la COI. Dans un article de décembre 2016 de L'Express de Madagascar, elle est qualifiée de « princesse du salegy ».
Elle a du succès au Maroc.

### Vie de famille
Eusébia est mère de deux enfants.
Elle est la voix principale du groupe Varatraza M.

## Festivals
- 2006 : Festival Sakifo[9].
- 2024 : Festival Sakifo[10].

## Discographie
| Titre       | Parution |
| Raviny      | 2002     |
| Soma la vie | 2004     |
| Viavy gasy  | 2008     |
| Faka        | 2022     |

Son deuxième album s'intitule Namako.